# Руденко Сергій Євсейович
Сергі́й Євсе́йович Руде́нко (народ. 26 квітня 1956 року у м. Червоноград Львівської області) — український гірничий інженер, заступник технічного директора державного підприємства «Львіввугілля», Герой України.

## Біографія
.

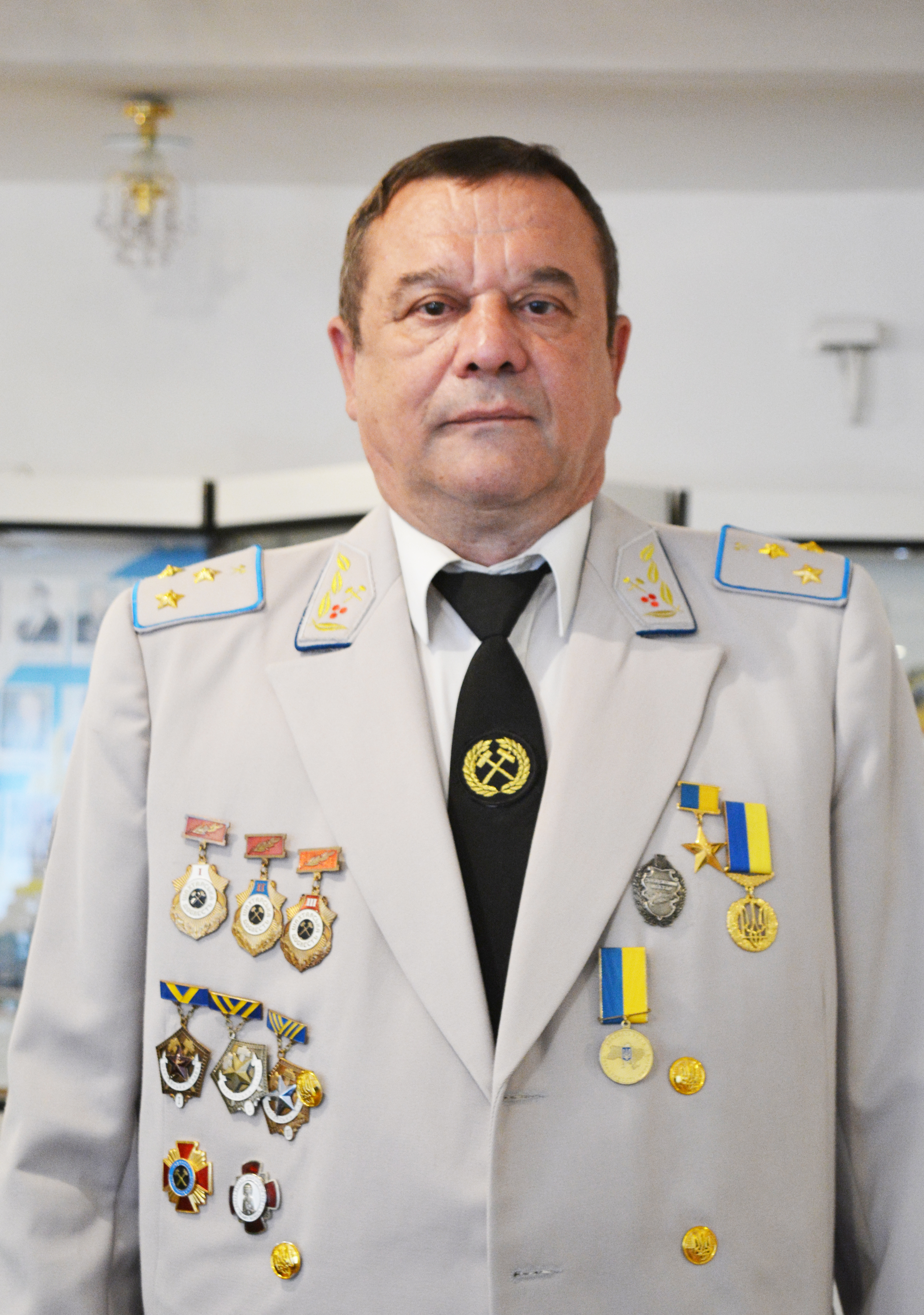
Сергій Євсейович Руденко, Герой України

Народився 26 квітня 1956 року у місті Червоноград Львівської області. Виріс у селищі Гірник Червоноградської міськради.
Потяг до знань привів Сергія Євсейовича до Дніпропетровського гірничого інституту імені Артема, куди він вступив у 1973 р., обравши гірничий факультет. Після п'яти років плідного навчання у 1978 р. отримав диплом зі спеціальності «Технологія і комплексна механізація підземної розробки родовищ корисних копалин». Набуті знання повернувся втілювати до рідної Львівської області. Трудову діяльність розпочав у 1980 р. майстром-гірничим підземної дільниці з видобутку вугілля шахти № 4 «Великомостівська» виробничого об'єднання «Укрзахідвугілля» в смт Гірник. Однак за місяць Радянська Армія покликала Сергія Євсейовича загартовувати мужність, відповідальність і силу в м. Новоград-Волинському Житомирської області на посаді командира взводу.
До шахтарських буднів повернувся за два роки, у 1982 р. працював гірничим майстром з видобутку вугілля шахти № 7 «Великомостівська» виробничого об'єднання «Укрзахідвугілля» у с. Сілець, згодом — помічником начальника. Протягом 1992—1999 рр. — начальником дільниці з видобутку вугілля та гірничим майстром підземної дільниці шахти № 4 «Великомостівська» виробничого об'єднання «Укрзахідвугілля» в смт Гірник. Протягом 1992—1999 рр. — начальником дільниці з видобутку вугілля та гірничим майстром підземної дільниці шахти № 4 «Великомостівська» виробничого об'єднання «Укрзахідвугілля» в смт Гірник.
Протягом 1999 р. обіймає посаду начальника дільниці з видобутку вугілля ДВАТ шахта № 6 «Великомостівська» ДХК «Львіввугілля» с. Сілець.
З травня 1999 р. повернувся до маленької батьківщини — села Межиріччя, де працював до лютого 2011 р. Послідовно обіймав посади гірничого майстра підземної дільниці, заступника начальника вугледобувної дільниці, директора шахти «Відродження» ДП «Львіввугілля». У 2007 році, на час присвоєння звання «Герой України», працював начальником дільниці з видобутку вугілля ВП "Шахта «Відродження» державного підприємства «Львіввугілля».
На сьогодні Сергій Євсейович Руденко обіймає посаду заступника технічного директора ДП «Львіввугілля». Успішний керівник організував роботу так, щоб його команда працювала злагоджено і результативно. Так, за керівництва Сергія Євсейовича, річні показники видобутку вугілля на шахті «Відродження» перевищували планові. У 2007 р. — на 118,8 %, 2008—107,2 %, 2009—109,2 %, 2010—106,8 %.
Основна сила й натхнення у праці кожної людини — сім'я. Гірнича справа, така важлива для Сергія Євсейовича, стала невід'ємною складовою життя і для його родини. Дружина, Олена Євгенівна, працює майстром Управління технічного контролю якості вугілля та стандартів ДП «Львіввугілля». Донька, Ірина Сергіївна, — дільничним нормувальником на шахті «Відродження». «Життя — це школа, проте поспішати з її закінченням не варто», — слова Еміля Кроткого, такі важливі для Сергія Євсейовича.

## Нагороди
- Указом Президента України Віктора Ющенка № 766/2007 від 23 серпня 2007 року за визначні особисті заслуги перед Українською державою у розвитку вугільної промисловості, досягнення стабільно високих показників у видобутку вугілля, багаторічну самовіддану шахтарську працю начальнику дільниці з видобутку вугілля шахти «Відродження» державного підприємства «Львіввугілля» Сергію Євсейовичу Руденку присвоєно звання Герой України з врученням ордена Держави.
- Відзнака Президента України — ювілейна медаль «20 років незалежності України» (19 серпня 2011)[1]
- За значний особистий внесок у розвиток вугільної промисловості відзначений відомчими нагородами: знаком «Шахтарська слава» ІІІ ступеня (2000), ІІ ступеня (2001), І ступеня (2003); знаком «Шахтарська доблесть» ІІІ ступеня (2006), ІІ ступеня (2007), І ступеня (2008).